# Don’t Shut Me Down
Don’t Shut Me Down (englisch für „Weise mich nicht ab“) ist ein Lied der schwedischen Popmusikgruppe ABBA. Es wurde am 2. September 2021 als Single zusammen mit I Still Have Faith in You veröffentlicht und in einem Livestream vorgestellt. Das zugehörige Album Voyage erschien am 5. November 2021.

## Veröffentlichung
Die Veröffentlichung war ursprünglich für Dezember 2018 geplant. Wegen technischer Probleme musste der Termin allerdings mehrfach verschoben werden.

## Rezeption

### Preise
Im November 2022 wurde Don’t Shut Me Down durch die amerikanische Recording Academy für die Grammy Awards 2023 für die Kategorien Record of the Year und Best Pop Duo/Group Performance nominiert.

### Chartplatzierungen
Don’t Shut Me Down war in Schweden der erste Nummer-eins-Hit für ABBA seit Summer Night City im Jahr 1978.
| ChartsChartplatzierungen     | Höchstplatzierung | Wochen |
| ---------------------------- | ----------------- | ------ |
| Deutschland (GfK)            | 5 (6 Wo.)         | 6      |
| Norwegen (IFPI)              | 7 (2 Wo.)         | 2      |
| Österreich (Ö3)              | 14 (3 Wo.)        | 3      |
| Schweden (GLF)               | 1 (12 Wo.)        | 12     |
| Schweiz (IFPI)               | 1 (7 Wo.)         | 7      |
| Vereinigtes Königreich (OCC) | 9 (8 Wo.)         | 8      |

### Auszeichnungen für Musikverkäufe
| Land/Region                  | Auszeichnungen für Musikverkäufe (Land/Region, Auszeichnung, Verkäufe) | Verkäufe |
| ---------------------------- | ---------------------------------------------------------------------- | -------- |
| Schweden (IFPI)              | Platin                                                                 | 80.000   |
| Vereinigtes Königreich (BPI) | Silber                                                                 | 200.000  |
| Insgesamt                    | 1× Silber · 1× Platin ·                                                | 280.000  |

Hauptartikel: ABBA/Auszeichnungen für Musikverkäufe